# Ромуло
Ромуло Соуза Орестес Калдейра е бразилски футболист, играещ като полузащитник в италиански отбор Ювентус под наем от Верона. Печели Серия А за пръв път в сезон 2014-15.